# Toyota TF108
Toyota TF108 — болид, разработанный и построенный командой Toyota для участия в чемпионате мира по автогонкам в классе Формула-1. Презентация машины состоялась 10 января 2008 года в Кёльне.

## Конструктивные особенности
- Используется топливный бак ATL;
- Подвеска — двухрычажная, из фиброкарбона; амортизаторы Penske;
- Карбоновое рулевое колесо с инструментами Magneti Marelli;
- Сиденье пилота выполнено из фиброкарбона; ремни Takata; система HANS производства Hubbard-Downing;
- Электроника: Toyota, Magneti Marelli, McLaren Electronic Systems ECU;
- Длина: 4636 мм; высота: 950 мм; ширина: 1800 мм;
- Мощность двигателя: 740 л.с.; количество оборотов: 19 000 (ограничено FIA); клапаны — пневматические; дроссель — гидравлический; свечи: DENSO.

## Партнёры
| - Panasonic - Bridgestone - Ebbon-Dacs - KDDI - KTC - MAN - Würth | - DENSO - Dassault Systemes - EMC - Alpinestars - Magneti Marelli Motorsport - Time Inc. |

## Результаты в чемпионате 2008 года
| Легенда к таблице |                                                                    |
| --- | ------------------------------------------------------------------ |
| В таблице перечислены результаты всех Гран-при Формулы-1, в которых использовался автомобиль. Строками таблицы являются сезоны, столбцами — этапы чемпионата мира. В каждой клетке указаны сокращённое название этапа и результат, дополнительно обозначенный цветом. Расшифровка обозначений и цветов представлена в нижеследующей таблице. |                                                                    |
| \| Пример \| Описание \| \| ------------ \| ------------------------------------------------------------------ \| \| 1 \| Победитель \| \| 2 \| Второе место \| \| 3 \| Третье место \| \| 5 \| Финишировал, заработав очки \| \| Сход \| Не финишировал, но при этом заработал очки \| \| 12 \| Финишировал, не получив очков \| \| НКЛ \| Финишировал, но не попал в финальную классификацию \| \| 15 \| Участвовал вне зачёта, либо по отдельной классификации \| \| 18 \| Не финишировал, но попал в финальную классификацию \| \| Сход \| Не финишировал \| \| НКВ \| Не прошёл квалификацию \| \| НПКВ \| Не прошёл предквалификацию \| \| ДСК \| Дисквалифицирован \| \| ИСК \| Исключён из протокола соревнований \| \| ТТ \| Заявлен для участия только в тренировках \| \| НС \| Участвовал в квалификации, но не стартовал в гонке \| \| Т \| Травмирован или болен \| \| ОТК \| Отказ от участия \| \| НТР \| Прибыл на соревнования, но на трассу не выезжал \| \| НПР \| Был заявлен в числе участников, но не прибыл к началу соревнований \| \| О \| Соревнования отменены \| \| \| Не участвовал \| \| Поул-позиция \| \| \| Быстрый круг \| \| |                                                                    |
| Пример | Описание                                                           |
| 1 | Победитель                                                         |
| 2 | Второе место                                                       |
| 3 | Третье место                                                       |
| 5 | Финишировал, заработав очки                                        |
| Сход | Не финишировал, но при этом заработал очки                         |
| 12 | Финишировал, не получив очков                                      |
| НКЛ | Финишировал, но не попал в финальную классификацию                 |
| 15 | Участвовал вне зачёта, либо по отдельной классификации             |
| 18 | Не финишировал, но попал в финальную классификацию                 |
| Сход | Не финишировал                                                     |
| НКВ | Не прошёл квалификацию                                             |
| НПКВ | Не прошёл предквалификацию                                         |
| ДСК | Дисквалифицирован                                                  |
| ИСК | Исключён из протокола соревнований                                 |
| ТТ | Заявлен для участия только в тренировках                           |
| НС | Участвовал в квалификации, но не стартовал в гонке                 |
| Т | Травмирован или болен                                              |
| ОТК | Отказ от участия                                                   |
| НТР | Прибыл на соревнования, но на трассу не выезжал                    |
| НПР | Был заявлен в числе участников, но не прибыл к началу соревнований |
| О | Соревнования отменены                                              |
| | Не участвовал                                                      |
| Поул-позиция |                                                                    |
| Быстрый круг |                                                                    |

| Шасси | Двигатель            | Шины | Пилоты      | 1    | 2    | 3   | 4   | 5   | 6   | 7   | 8   | 9   | 10   | 11  | 12  | 13  | 14  | 15   | 16   | 17   | 18  | Место | Очки |
| ----- | -------------------- | ---- | ----------- | ---- | ---- | --- | --- | --- | --- | --- | --- | --- | ---- | --- | --- | --- | --- | ---- | ---- | ---- | --- | ----- | ---- |
| TF108 | Toyota RVX-08 2,4 V8 | B    |             | АВС  | МАЛ  | БАХ | ИСП | ТУР | МОН | КАН | ФРА | ВЕЛ | ГЕР  | ВЕН | ЕВР | БЕЛ | ИТА | СИН  | ЯПО  | КИТ  | БРА | 5     | 56   |
| TF108 | Toyota RVX-08 2,4 V8 | B    | Ярно Трулли | Сход | 4    | 6   | 8   | 10  | 13  | 6   | 3   | 7   | 9    | 7   | 5   | 16  | 13  | Сход | 5    | Сход | 8   | 5     | 56   |
| TF108 | Toyota RVX-08 2,4 V8 | B    | Тимо Глок   | Сход | Сход | 9   | 11  | 13  | 12  | 4   | 11  | 12  | Сход | 2   | 7   | 9   | 11  | 4    | Сход | 7    | 6   | 5     | 56   |

### Результат в квалификациях
| Шасси | Двигатель            | Шины | Пилоты      | 1   | 2   | 3   | 4   | 5   | 6   | 7   | 8   | 9   | 10  | 11  | 12  | 13  | 14  | 15  | 16  | 17  | 18  | Поулы |
| ----- | -------------------- | ---- | ----------- | --- | --- | --- | --- | --- | --- | --- | --- | --- | --- | --- | --- | --- | --- | --- | --- | --- | --- | ----- |
| TF108 | Toyota RVX-08 2,4 V8 | B    |             | АВС | МАЛ | БАХ | ИСП | ТУР | МОН | КАН | ФРА | ВЕЛ | ГЕР | ВЕН | ЕВР | БЕЛ | ИТА | СИН | ЯПО | КИТ | БРА | -     |
| TF108 | Toyota RVX-08 2,4 V8 | B    | Ярно Трулли | 6   | 3   | 7   | 8   | 8   | 8   | 14  | 4   | 14  | 4   | 9   | 7   | 11  | 7   | 11  | 7   | 7   | 2   | -     |
| TF108 | Toyota RVX-08 2,4 V8 | B    | Тимо Глок   | 18  | 10  | 13  | 14  | 15  | 10  | 11  | 8   | 12  | 11  | 5   | 13  | 13  | 9   | 7   | 8   | 12  | 19  | -     |